# Jonkeri
Jonkeri eller Jonkerijärvi är en sjö i Finland. Den ligger i kommunen Kuhmo i landskapet Kajanaland, i den centrala delen av landet, 500 km nordost om huvudstaden Helsingfors. Jonkeri ligger 195,6 meter över havet. Den är 18,8 meter djup. Arean är 13,98 kvadratkilometer och strandlinjen är 73,55 kilometer lång. Sjön  ingår i Vuoksens huvudavrinningsområde.   I omgivningarna runt Jonkeri växer i huvudsak barrskog.